# Saint-Georges-de-Rex
Saint-Georges-de-Rex település Franciaországban, Deux-Sèvres megyében. Lakosainak száma 433 fő (2022. január 1.). Saint-Georges-de-Rex Amuré, Arçais, Le Bourdet, Saint-Hilaire-la-Palud, Sansais és Le Vanneau-Irleau községekkel határos.

## Népesség
A település népessége az elmúlt években az alábbi módon változott:
| Lakosok száma | 422  | 431  | 450  | 441  | 446  | 451  | 445  | 439  | 433  |
|               | 2013 | 2015 | 2016 | 2017 | 2018 | 2019 | 2020 | 2021 | 2022 |